# Keshena
Keshena is een plaats (census-designated place) in de Amerikaanse staat Wisconsin, en valt bestuurlijk gezien onder Menominee County.

## Demografie
Bij de volkstelling in 2000 werd het aantal inwoners vastgesteld op 1394.

## Geografie
Volgens het United States Census Bureau beslaat de plaats een oppervlakte van 21,9 km², geheel bestaande uit land. Keshena ligt op ongeveer 258 m boven zeeniveau.

## Plaatsen in de nabije omgeving
De onderstaande figuur toont nabijgelegen plaatsen in een straal van 16 km rond Keshena.

## Geboren
- Sheila Tousey (4 juni 1960), actrice